# Nørrebros Runddel (metrostation)
Nørrebros Runddel is een ondergronds metrostation in de Deense hoofdstad Kopenhagen dat werd geopend op 29 september 2019. 

## Geschiedenis
In 1999 werden plannen gepresenteerd voor een metroringlijn (M3) door Kopenhagen en Frederiksberg die de lijnen M1 en M2 zou kruisen bij Forum en Kongens Nytorv. In dit voorstel was al een station opgenomen bij de Nørrebros Runddel onder de naam Runddelen. In latere tracévarianten bleef dat gehandhaafd onder de naam Nørrebros Runddel, het ronde plein rond de kruising van de Nørrebrogade en de Jagtvej. 

## Ligging en inrichting
Het station is gebouwd volgens het standaardontwerp voor ondergrondse stations van de metro van Kopenhagen, al zijn er een aantal aanpassingen in verband met de bijzondere locatie. De stationskuip is namelijk gebouwd onder de de hoofdingang, bij afdeling G, van de beroemde begraafplaats Assistens Kirkegård en het grafdelversgebouw aldaar. 
De hoofdingang met trap en liften ligt binnen de omheining van de begraafplaats aan de noordkant van zowel het station als de begraafplaats. Ten westen van het grafdelversgebouw ligt nog een vaste trap die toegang biedt tot de ondergrondse fietsenstallingen. Afwijkend van het standaardontwerp zijn er geen daklichten behalve een groot raam boven de zuidelijke roltrapgroep. Om de stations van elkaar te kunnen onderscheiden hebben de stations van de M3 en de M4 een eigen wandbekleding en afwerking gekregen. In dit geval zijn de wanden van de kuip bekleed met platen in dezelfde geel tint als de stenen van de omheining van de begraafplaats. 
De tunnelbuizen ten zuiden van het station lopen in een lichte boog naar het zuidwesten onder de graven door richting Nuuks Plads. De tunnelbuizen aan de noordkant buigen onder de woonblokken af naar het noordwesten op weg naar Nørrebro.

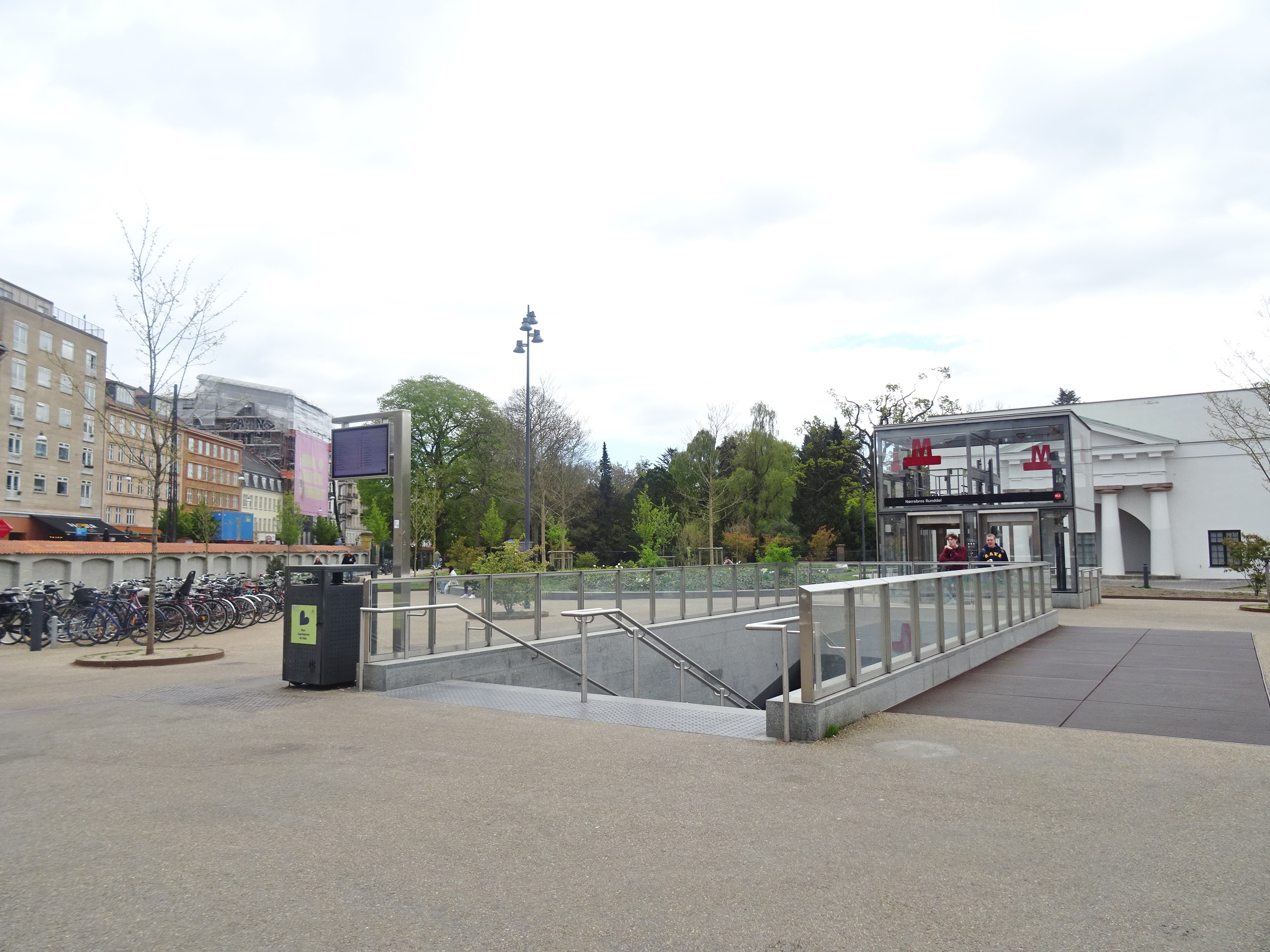
De hoofdingang en op de achtergrond het grafdelversgebouw.
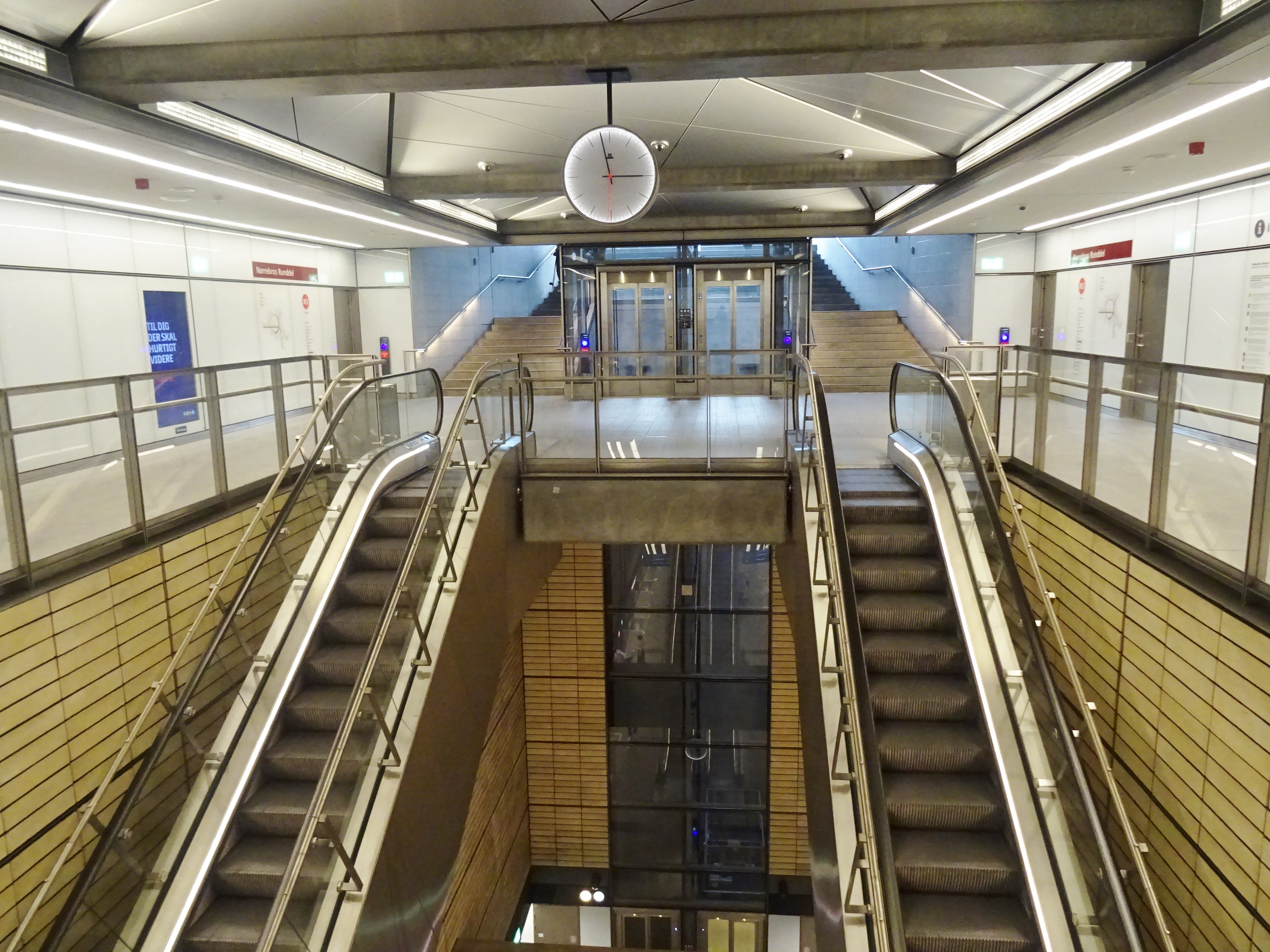
De stationshal bij de hoofdingang.
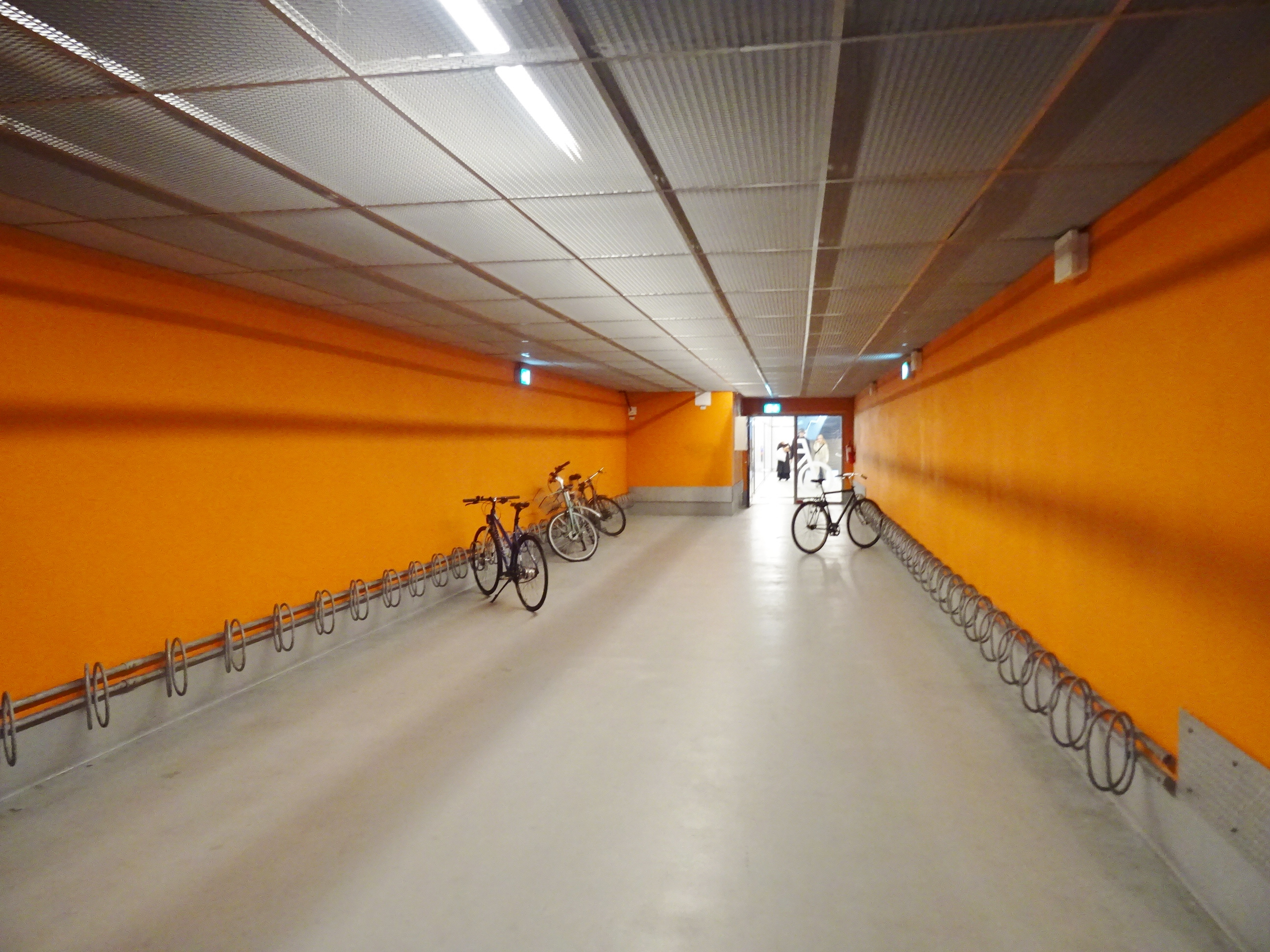
De fietsenstalling.

København H   · Rådhuspladsen · Gammel Strand · Kongens Nytorv · Marmorkirken · Østerport   · Trianglen · Poul Henningsens Plads · Vibenshus Runddel · Skjolds Plads · Nørrebro  · Nørrebros Runddel · Nuuks Plads · Aksel Møllers Have · Frederiksberg · Frederiksberg Allé · Enghave Plads · København H →